# Emanuel Rost (1848–1915)

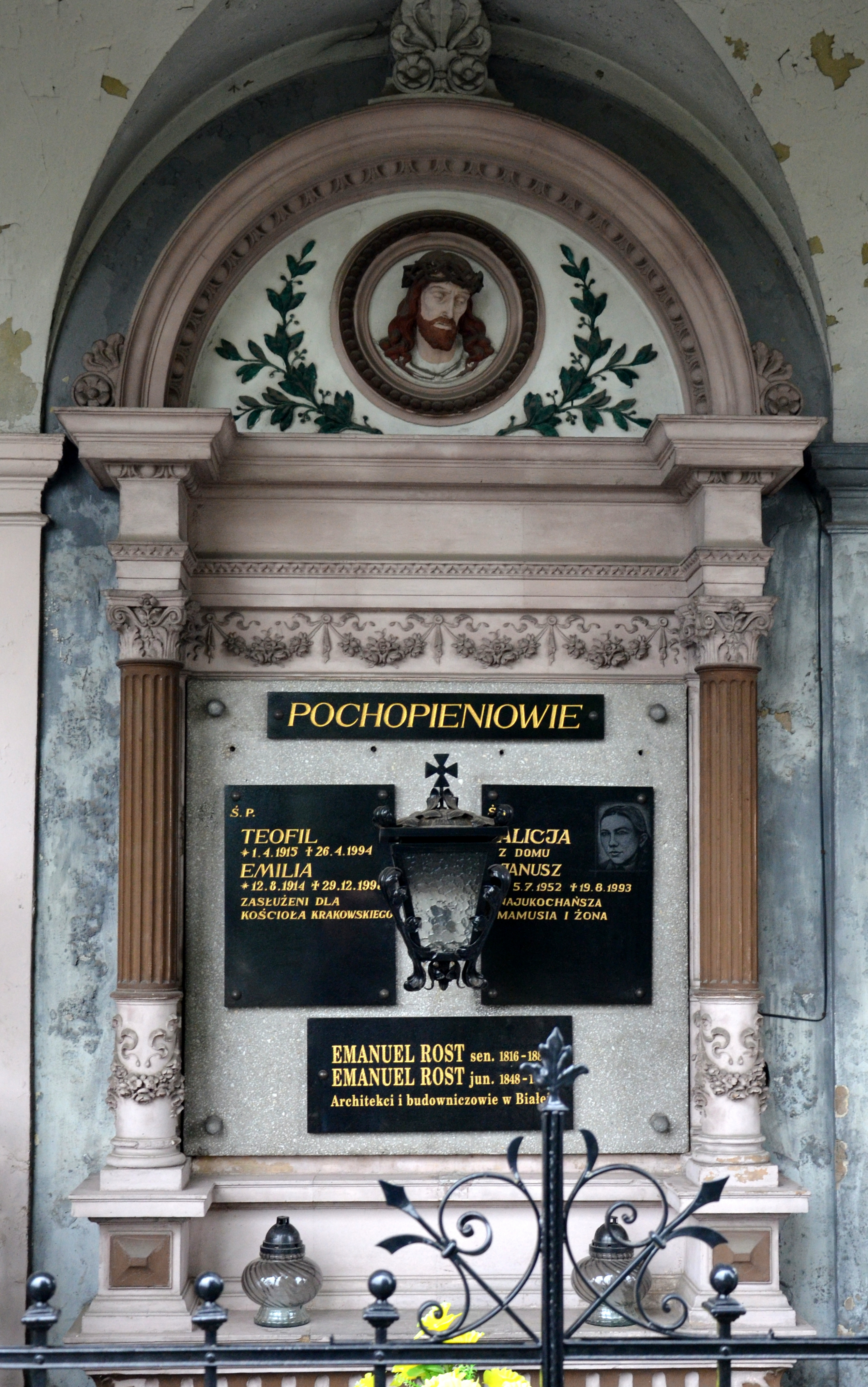
Grobowiec Rostów na cmentarzu katolickim w Białej.

Emanuel Rost junior (ur. 30 sierpnia 1848 w Łodygowicach, zm. 16 października 1915 w Białej) – austriacki architekt i przedsiębiorca związany z obszarem dzisiejszego Bielska-Białej.

## Życiorys
Urodził się jako pierworodny syn Emanuela Rosta seniora, zasłużonego bielsko-bialskiego architekta, i Marii z domu Hausler. Uczęszczał do miejskiej szkoły katolickiej w Białej i szkoły realnej w Bielsku, a następnie studiował na Politechnice w Karlsruhe. Doświadczenie zdobywał w firmie budowlanej swojego ojca, a następnie usamodzielnił się zakładając własną pracownię.
Zaprojektował szereg budynków mieszkalnych, gmachów użyteczności publicznej i obiektów przemysłowych w stylu historyzmu oraz secesji w Bielsku, Białej i okolicach. Do najważniejszych jego realizacji należą:
- kościół NMP Wspomożenia Wiernych w Dziedzicach (1890)
- kamienica Macieja Kwiecińskiego w Białej (1895, obecnie ul. Legionów 13)
- rozbudowa klasztoru Zgromadzenia Córek Bożej Miłości (dworu lipnickiego) w Białej (1896)
- ratusz bialski (1897, obecnie siedziba władz miejskich Bielska-Białej przy pl. Ratuszowym 1)
- pałacyk Rosta – dom własny i siedziba firmy w Białej (1903, obecnie siedziba Pedagogicznej Biblioteki Wojewódzkiej przy ul. Komorowickiej 48)
- kamienica Pod Żabami w Białej (1903, obecnie pl. Wojska Polskiego 12)
- kamienica własna w Bielsku (1910, obecnie ul. N. Barlickiego 11)
- kościół św. Jana Chrzciciela w Komorowicach Krakowskich (1926, pośmiertna realizacja projektu z 1907)

Rost junior prowadził szeroką działalność przedsiębiorczą. Poza kancelarią architektoniczną i firmą budowlaną posiadał duży tartak w rejonie obecnej ulicy Legionów, skład materiałów budowlanych, a także cegielnię parową w Komorowicach Krakowskich w rejonie obecnych ulic Ceramicznej i Cegielnianej. Pozostałe po komorowickim majątku zabudowania, obecnie zdewastowane, nazywane są „Dworem Rosta”, sąsiadujący z nią park – „Parkiem Rosta”, a równolegle do nazwy Obszary funkcjonuje dla okolicy dawnej cegielni, stanowiącej dziś dzielnicę domów jednorodzinnych, określenie „Osiedle Rosta”. Rost junior angażował się również społecznie. Był filantropem, członkiem Beskidenverein i od 1886 r. radnym miejskim Białej.
Zmarł w wieku 67 lat, pochowany jest u boku ojca na bialskim cmentarzu katolickim. Z żoną Hermine Giżycką (od roku 1891) miał siódemkę dzieci: Emanuela (1892–1973), który kontynuował rodzinne tradycje architektoniczne, Gretę (1893–1986), Hermine (1893–1955), Bernarda (1894–1961), Oswalda (1896–1946), Helenę (1899–1990) i Klarę (1900–1955).